# Roadracing-VM 2008
Roadracing-VM 2008 arrangerades av Internationella motorcykelförbundet och innehöll klasserna MotoGP, 250GP och 125GP i Grand Prix-serien samt Superbike, Supersport och Endurance. Säsongen 2008 bestod av 18 omgångar för MotoGP, 16 för 250GP och 17 för 125GP, 28 för Superbike och 13 för Supersport. VM-titlar delades ut till bästa förare och till bästa konstruktör.
| Världsmästare i roadracing 2008 | Världsmästare i roadracing 2008   | Världsmästare i roadracing 2008 |
| Klass                           | Mästare individuellt              | Mästare konstruktörer           |
| ------------------------------- | --------------------------------- | ------------------------------- |
| MotoGP                          | Valentino Rossi                   | Yamaha                          |
| 250GP                           | Marco Simoncelli                  | Aprilia                         |
| 125GP                           | Mike di Meglio                    | Aprilia                         |
| Superbike                       | Troy Bayliss                      | Ducati                          |
| Supersport                      | Andrew Pitt                       | Honda                           |
| Endurance                       | S.E.R.T. 1 (Julien Da Costa)      | Suzuki                          |
| Sidvagn                         | Pekka Päivärinta / Timo Karttiala | -                               |

## MotoGP
Inga större reglementsförändringar inför årets säsong. Klassen är således en ren prototyp-klass för motorcyklar med fyrtaktsmotorer med en maximal slagvolym på 800cm3.
2008 såg ovanligt många nykomlingar (rookies) ta plats i klassen. De trea främsta i 2007 års 250GP-VM, Jorge Lorenzo, Andrea Dovizioso och Alex de Angelis, samt världsmästaren i Superbike James Toseland fick alla styrningar i kungaklassen. 

### Teamuppställningar 2008
| Team            | Nr | Förare           | Nr | Förare           |
| --------------- | -- | ---------------- | -- | ---------------- |
| Marlboro Ducati | 1  | Casey Stoner     | 33 | Marco Melandri   |
| FIAT Yamaha     | 46 | Valentino Rossi  | 48 | Jorge Lorenzo    |
| Repsol Honda    | 2  | Dani Pedrosa     | 69 | Nicky Hayden     |
| Rizla Suzuki    | 7  | Chris Vermeulen  | 65 | Loris Capirossi  |
| San Carlo Honda | 15 | Alex de Angelis  | 56 | Shinya Nakano    |
| Team Kawasaki   | 13 | Anthony West     | 21 | John Hopkins     |
| Alice Ducati    | 24 | Toni Elías       | 50 | Sylvain Guintoli |
| LCR Honda       | 14 | Randy de Puniet  | -  | -                |
| Tech 3 Yamaha   | 5  | Colin Edwards    | 52 | James Toseland   |
| JiR Scot Honda  | 4  | Andrea Dovizioso | -  | -                |

### VM-tabell MotoGP
Slutställning efter 18 av 18 deltävlingar. Rossi klar världsmästare efter 15 deltävlingar.
| Placering | Förare           | Fabrikat            | Poäng |
| --------- | ---------------- | ------------------- | ----- |
| 1         | Valentino Rossi  | FIAT Yamaha         | 373   |
| 2         | Casey Stoner     | Ducati Marlboro     | 280   |
| 3         | Dani Pedrosa     | Repsol Honda        | 249   |
| 4         | Jorge Lorenzo    | FIAT Yamaha         | 190   |
| 5         | Andrea Dovizioso | JiR Team Scot Honda | 174   |
| 6         | Nicky Hayden     | Repsol Honda        | 155   |
| 7         | Colin Edwards    | Tech 3 Yamaha       | 144   |
| 8         | Chris Vermeulen  | Rizla Suzuki        | 128   |
| 9         | Shinya Nakano    | San Carlo Honda     | 126   |
| 10        | Loris Capirossi  | Rizla Suzuki        | 118   |
| 11        | James Toseland   | Tech 3 Yamaha       | 105   |
| 12        | Toni Elías       | Alice Ducati        | 92    |
| 13        | Sylvain Guintoli | Alice Ducati        | 67    |
| 14        | Alex de Angelis  | San Carlo Honda     | 63    |
| 15        | Randy de Puniet  | LCR Honda           | 61    |
| 16        | John Hopkins     | Kawasaki Racing     | 57    |
| 17        | Marco Melandri   | Ducati Marlboro     | 51    |
| 18        | Anthony West     | Kawasaki Racing     | 50    |
| 19        | Ben Spies        | Rizla Suzuki        | 20    |
| 20        | Jamie Hacking    | Kawasaki Racing     | 5     |
| 21        | Tadayuki Okada   | Repsol Honda        | 2     |

### Deltävlingar MotoGP
| Datum        | Grand Prix     | Bana           | Vinnande förare | Konstruktör | Rapport |
| ------------ | -------------- | -------------- | --------------- | ----------- | ------- |
| 9 mars       | Qatar          | Losail         | Casey Stoner    | Ducati      | *       |
| 30 mars      | Spanien        | Jerez          | Dani Pedrosa    | Honda       | *       |
| 13 april     | Portugal       | Estoril        | Jorge Lorenzo   | Yamaha      | *       |
| 4 maj        | Kina           | Shanghai       | Valentino Rossi | Yamaha      | *       |
| 18 maj       | Frankrike      | Le Mans        | Valentino Rossi | Yamaha      | *       |
| 1 juni       | Italien        | Mugello        | Valentino Rossi | Yamaha      | *       |
| 8 juni       | Katalonien     | Barcelona      | Dani Pedrosa    | Honda       | *       |
| 22 juni      | Storbritannien | Donington Park | Casey Stoner    | Ducati      | *       |
| 28 juni      | Holland        | Assen          | Casey Stoner    | Ducati      | *       |
| 13 juli      | Tyskland       | Sachsenring    | Casey Stoner    | Ducati      | *       |
| 20 juli      | USA            | Laguna Seca    | Valentino Rossi | Yamaha      | *       |
| 17 augusti   | Tjeckien       | Brno           | Valentino Rossi | Yamaha      | *       |
| 31 augusti   | San Marino     | Misano         | Valentino Rossi | Yamaha      | *       |
| 14 september | Indianapolis   | Indianapolis   | Valentino Rossi | Yamaha      | *       |
| 28 september | Japan          | Motegi         | Valentino Rossi | Yamaha      | *       |
| 5 oktober    | Australien     | Phillip Island | Casey Stoner    | Ducati      | *       |
| 19 oktober   | Malaysia       | Sepang         | Valentino Rossi | Yamaha      | *       |
| 26 oktober   | Valencia       | Valencia       | Casey Stoner    | Ducati      | *       |

## 250GP
Klassen är oförändrat en prototypklass för motorcyklar med maximalt 250cm3s slagvolym, tvåtakt är tillåtet och alla maskiner i årets VM är av den typen. Supportklass till MotoGP.
Tävlingar körs enligt samma kalender som MotoGP-klassen med undantag för deltävlingen på Laguna Seca där supportklasserna inte deltar.
De tre främsta från fjolårets VM-tabell flyttade upp till MotoGP-klassen. Samtidigt fylldes startlistan på med starka nykomlingar från 125GP som Mattia Pasini och Lukas Pesek.

### VM-tabell 250GP
Slutställning efter 16 av 16 deltävlingar. Simoncelli klar världsmästare i näst sista deltävlingen:
| Placering | Förare              | Fabrikat | Poäng |
| --------- | ------------------- | -------- | ----- |
| 1         | Marco Simoncelli    | Gilera   | 281   |
| 2         | Álvaro Bautista     | Aprilia  | 244   |
| 3         | Mika Kallio         | KTM      | 196   |
| 4         | Alex Debón          | Aprilia  | 176   |
| 5         | Yuki Takahashi      | Honda    | 167   |
| 6         | Héctor Barberá      | Aprilia  | 142   |
| 7         | Hiroshi Aoyama      | KTM      | 139   |
| 8         | Mattia Pasini       | Aprilia  | 132   |
| 9         | Roberto Locatelli   | Gilera   | 110   |
| 10        | Julián Simón        | KTM      | 109   |
| 11        | Thomas Lüthi        | Aprilia  | 108   |
| 12        | Aleix Espargaro     | Aprilia  | 92    |
| 13        | Ratthapark Wilairot | Honda    | 73    |
| 14        | Héctor Faubel       | Aprilia  | 64    |
| 15        | Lukás Pesek         | Aprilia  | 43    |
| 16        | Karel Abraham       | Aprilia  | 40    |
| 17        | Alex Baldolini      | Aprilia  | 35    |
| 18        | Fabrizio Lai        | Gilera   | 33    |
| 19        | Manuel Poggiali     | Gilera   | 16    |
| 20        | Imre Tóth           | Aprilia  | 9     |

### Deltävlingar 250GP
| Datum        | Grand Prix     | Bana           | Vinnande förare  | Konstruktör | Rapport |
| ------------ | -------------- | -------------- | ---------------- | ----------- | ------- |
| 9 mars       | Qatar          | Losail         | Mattia Pasini    | Aprilia     | *       |
| 30 mars      | Spanien        | Jerez          | Mika Kallio      | KTM         | *       |
| 13 april     | Portugal       | Estoril        | Álvaro Bautista  | Aprilia     | *       |
| 4 maj        | Kina           | Shanghai       | Mika Kallio      | KTM         | *       |
| 18 maj       | Frankrike      | Le Mans        | Alex Debón       | Aprilia     | *       |
| 1 juni       | Italien        | Mugello        | Marco Simoncelli | Gilera      | *       |
| 8 juni       | Katalonien     | Barcelona      | Marco Simoncelli | Gilera      | *       |
| 22 juni      | Storbritannien | Donington Park | Mika Kallio      | KTM         | *       |
| 28 juni      | Holland        | Assen          | Álvaro Bautista  | Aprilia     | *       |
| 13 juli      | Tyskland       | Sachsenring    | Marco Simoncelli | Gilera      | *       |
| 17 augusti   | Tjeckien       | Brno           | Alex Debón       | Aprilia     | *       |
| 31 augusti   | San Marino     | Misano         | Álvaro Bautista  | Aprilia     | *       |
| 14 september | Indianapolis   | Indianapolis   | Inställt race    |             | *       |
| 28 september | Japan          | Motegi         | Marco Simoncelli | Gilera      | *       |
| 5 oktober    | Australien     | Phillip Island | Marco Simoncelli | Gilera      | *       |
| 19 oktober   | Malaysia       | Sepang         | Álvaro Bautista  | Aprilia     | *       |
| 26 oktober   | Valencia       | Valencia       | Marco Simoncelli | Gilera      | *       |

## 125GP
Klassen är oförändrat en prototypklass för motorcyklar utrustade med encylindriga motor med maximalt 125cm3s slagvolym, tvåtakt är tillåtet och alla maskiner i årets VM är av den typen. Supportklass till MotoGP.
Tävlingar körs enligt samma kalender som MotoGP-klassen med undantag för deltävlingen på Laguna Seca där supportklasserna inte deltar.

### VM-tabell 125GP
Slutställning efter 17 deltävlingar. Di Meglio klar världsmästare efter 15 deltävlingar.
| Placering | Förare         | Fabrikat | Poäng |
| --------- | -------------- | -------- | ----- |
| 1         | Mike di Meglio | Derbi    | 264   |
| 2         | Simone Corsi   | Aprilia  | 225   |
| 3         | Gábor Talmácsi | Aprilia  | 206   |
| 4         | Stefan Bradl   | Aprilia  | 187   |
| 5         | Nicolás Terol  | Aprilia  | 176   |
| 6         | Bradley Smith  | Aprilia  | 150   |
| 7         | Joan Olivé     | Derbi    | 142   |
| 8         | Sandro Cortese | Aprilia  | 141   |
| 9         | Pol Espargaró  | Derbi    | 124   |
| 10        | Andrea Iannone | Aprilia  | 106   |
| 11        | Scott Redding  | Aprilia  | 105   |

### Deltävlingar 125GP
| Datum        | Grand Prix     | Bana           | Vinnande förare | Konstruktör | Rapport |
| ------------ | -------------- | -------------- | --------------- | ----------- | ------- |
| 9 mars       | Qatar          | Losail         | Sergio Gadea    | Aprilia     | *       |
| 30 mars      | Spanien        | Jerez          | Simone Corsi    | Aprilia     | *       |
| 13 april     | Portugal       | Estoril        | Simone Corsi    | Aprilia     | *       |
| 4 maj        | Kina           | Shanghai       | Andrea Iannone  | Aprilia     | *       |
| 18 maj       | Frankrike      | Le Mans        | Mike di Meglio  | Derbi       | *       |
| 1 juni       | Italien        | Mugello        | Simone Corsi    | Aprilia     | *       |
| 8 juni       | Katalonien     | Barcelona      | Mike di Meglio  | Derbi       | *       |
| 22 juni      | Storbritannien | Donington Park | Scott Redding   | Aprilia     | *       |
| 28 juni      | Holland        | Assen          | Gábor Talmácsi  | Aprilia     | *       |
| 13 juli      | Tyskland       | Sachsenring    | Mike di Meglio  | Derbi       | *       |
| 17 augusti   | Tjeckien       | Brno           | Stefan Bradl    | Aprilia     | *       |
| 31 augusti   | San Marino     | Misano         | Gábor Talmácsi  | Aprilia     | *       |
| 14 september | Indianapolis   | Indianapolis   | Nicolás Terol   | Aprilia     | *       |
| 28 september | Japan          | Motegi         | Stefan Bradl    | Aprilia     | *       |
| 5 oktober    | Australien     | Phillip Island | Mike di Meglio  | Derbi       | *       |
| 19 oktober   | Malaysia       | Sepang         | Gábor Talmácsi  | Aprilia     | *       |
| 26 oktober   | Valencia       | Valencia       | Simone Corsi    | Aprilia     | *       |